# The Rose of England
The Rose of England è un album in studio del cantautore britannico Nick Lowe, pubblicato nel 1985.

## Tracce
Tutte le tracce sono di Nick Lowe, eccetto dove indicato.

1. Darlin' Angel Eyes – 2:45
2. She Don't Love Nobody (John Hiatt) – 3:23
3. 7 Nights to Rock (Henry Glover, Louis Innis, Buck Trail) – 2:44
4. Long Walk Back (instrumental) (Lowe, Martin Belmont, Paul Carrack, Bobby Irwin) – 3:54
5. The Rose of England – 3:26
6. Lucky Dog – 3:08
7. I Knew the Bride (When She Used to Rock & Roll) – 4:26
8. Indoor Fireworks (Elvis Costello) – 3:28
9. (Hope to God) I'm Right – 2:41
10. I Can Be the One You Love – 4:02
11. Everyone (Leslie Ball, Gary Rue) – 3:05
12. Bo Bo Skediddle (Webb Pierce, Wayne Walker) – 3:03